# Кампу Маре (Олт)
Кампу Маре (рум. Câmpu Mare) насеље је у Румунији у округу Олт у општини Добротеаса. Oпштина се налази на надморској висини од 185 m.

## Становништво
Према подацима из 2002. године у насељу је живело 446 становника, од којих су сви румунске националности.